# Herman van der Horst

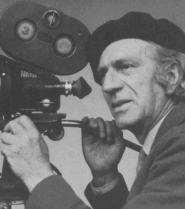
Herman van der Horst

Herman Hendrikus van der Horst (* 30. Dezember 1910 in Alblasserdam, Niederlande; † 8. Januar 1976 in Haarlem) war ein vielfach ausgezeichneter niederländischer Dokumentarfilmer.

## Leben und Wirken
Herman van der Horst, Sohn eines Schiffszimmermanns und Stahlarbeiters, durfte als Kind nicht ins Kino gehen und besuchte erstmals 1931 eine Vorstellung, als er die Hollywood-Produktion Trader Horn sah. Er war derart begeistert von der dramatischen Rolle, die dort die Natur und Wildnis spielten, dass sich der Naturbegeisterte dazu entschloss, irgendwann einmal selbst Dokumentarfilme zu drehen. Zuvor musste er sich jedoch einen Beruf zum Broterwerb suchen und wurde Buchhalter. Als begeisterter Naturfreund zeichnete er nebenbei Vögel und begann, selbige intensiv zu beobachten. Dadurch machte sich van der Horst in entsprechenden Kreisen einen Namen und wurde 1941, zur Zeit der deutschen Besatzung, zum neuen Leiter des Naturkundemuseums von Texel berufen, nachdem der bisherige Direktor kurz zuvor überraschend gestorben war. Van der Horst ging in dieser Aufgabe voll und ganz auf und fertigte in der Folgezeit allerlei Aufnahmen von den landschaftlichen Charakteristika dieser größten niederländischen Friesen-Insel an. Mit Unterstützung von Texels Dampfbootgesellschaft TESO stellte er noch während des Krieges seine erste filmische Naturkundlerdokumentation fertig: Texel, parel der waddeneilanden (auf Deutsch: Texel, Perle der Wattenmeerinseln). Auch seine Anschlussarbeit Metamorphose entstand noch während der deutschen Besatzung und wurde der breiten Öffentlichkeit erst nach der Befreiung 1945 vorgestellt.
Als im Juni 1945 die Nederlandsche Werkgemeenschap voor Filmproductie (NWF) gegründet wurde, entwickelte sich van der Horst zu ihrem wichtigsten Naturfilmer. Zu seinem Auftrag zählte es, die Wiederaufbaubemühungen des kriegszerstörten Landes filmisch festzuhalten. Insgesamt vier dieser Filme stellte Herman van der Horst her. Bereits 1947 wurde die NWF wieder aufgelöst, und van der Horst arbeitete nunmehr für die Produktionsfirma Multifilm. Mehr und mehr konzentrierte er sich nun ganz auf die Natur als zentrales Handlungselement seiner Arbeiten. Auch als Produzent, Autor, Kameramann und Komponist war er häufig an seinen Filmen beteiligt. Mitte der 1950er Jahre hatte sich Herman van der Horst zu einem der wichtigsten Filmemacher seiner Heimat entwickelt, nachdem sein Kurzfilm Houen zo! bei den Filmfestspielen von Cannes 1953 ausgezeichnet worden war. 1957 vollendete er ein weiteres, diesmal 21-minütiges Meisterwerk, das in Deutschland unter dem Titel Lobet das Meer vorgestellt wurde und für das er 1959 auf der Berlinale den Goldenen Bären in der Sparte „Bester Kurzfilm“ in Empfang nehmen konnte. Nur ein Jahr später erhielt Herman van der Horst einen weiteren Goldenen Bären in derselben Rubrik, diesmal für Faja Lobbi, einen in der damals niederländischen Kolonie Niederländisch-Guyana, dem heutigen Surinam, gedrehten Dokumentarfilm. An der Premiere am 23. Juni 1960 nahm auch die niederländische Königin Juliana teil.
Ein weiterer künstlerischer Höhepunkt im Leben des Kultur- und Naturfilmers bedeutete 1962 der Film Pan. Er gewann bei den Internationalen Filmfestspielen von Cannes 1962 den Prix spécial du Jury - court métrage (ex-aequo) und war für den BAFTA 1963 nominiert. Er fand besondere Aufmerksamkeit in den Vereinigten Staaten und wurde dort 1963 für einen Oscar in der Kategorie Bester Kurzfilm nominiert. Dennoch begann zu diesem Zeitpunkt bereits van der Horsts Niedergang; er konnte keine lohnenswerte Filme mehr drehen, zumal man ihm dafür kaum mehr Geldmittel zur Verfügung stellte. Außerdem begann die nachwachsende Filmemacher-Generation der von van der Horst entscheidend mitgeprägten Tradition einer „niederländischen Dokumentarfilm-Schule“ mehr und mehr kritisch gegenüber zu stehen. Mit seinem Kurzfilm Toccata, der im Studentenunruhe-Jahr 1968 veröffentlicht wurde und von einem Jungen erzählt, der in einer Amsterdamer Kirche nach seiner Katze sucht, stieß er nur noch auf Unverständnis und Spott. Als symbolhaft muss es geradezu wirken, dass dieser Film, der im Mai 1968 bei den Filmfestspielen in Cannes vorgestellt werden sollte, nicht mehr zur Präsentation kam, da das Festival infolge der Studentenunruhen abgebrochen wurde. Van der Horst, der zuletzt unter gesundheitlichen Problemen litt, konnte nie mehr wieder einen Film auf die Beine stellen. Sein letztes, seit vielen Jahren vorbereitetes Projekt mit dem Titel Musica Humana, das sich ganz dem Zauber der Musik widmen wollte, blieb im Vorbereitungsstadium stecken. Herman van der Horst starb gut eine Woche nach Vollendung seines 65. Geburtstags im Elisabeth Hospital in Haarlem.

## Auszeichnungen
- Filmfestspiele von Cannes Film: Grand Prix 1952 für ’t Schot is te boord
- Filmfestspiele von Cannes Film: Grand Prix 1953 für Houen so!
- Staatspreis für Filmkunst 1955 für Vieren maar!
- Staatspreis für Filmkunst 1958 für Prijs de zee
- Goldener Bär der Berlinale 1959 für Prijs de zee
- Goldener Bär der Berlinale 1960 für Faja Lobbi
- Filmfestspiele von Cannes 1962: Prix spécial du Jury - court métrage (ex-aequo) für Pan

## Filmografie (Auswahl)
Regie bei dokumentarischen Kurzfilmen:
- ca. 1942: Texel, parel der waddeneilanden
- ca. 1943: Metamorphose
- 1945: Arnhem
- 1946: Ontluisterd land
- 1946: Rotterdam aan den slag (Co-Regie)
- 1946: Herwonnen vaart (Co-Regie)
- 1948: Dragers van het gulden Vlies
- 1948: Toernooi
- 1948: Het bijsteren land van Veluwen
- 1950: Der zee ontrukt
- 1950: ’t Schot is te Bord
- 1951: Langs ongebaende klingen
- 1952: Houen zo!
- 1954: Vieren Maar
- 1957: Lobet das Meer (Prijs de zee)
- 1960: Faja Lobbi
- 1962: Pan
- 1964: Amsterdam
- 1968: Toccata